# San Martino sulla Marrucina
San Martino sulla Marrucina är en ort och kommun i provinsen Chieti i regionen Abruzzo i Italien. Kommunen hade 912 invånare (2018).